# Carrascal del Asno
Carrascal del Asno es una entidad de población española del municipio de San Pedro de Rozados, perteneciente a la provincia de Salamanca, en la comunidad autónoma de Castilla y León.

## Historia
Hacia mediados del siglo XIX, el lugar, ya por entonces perteneciente a San Pedro de Rozados, tenía contabilizada una población de cinco habitantes. Aparece descrito en el quinto volumen del Diccionario geográfico-estadístico-histórico de España y sus posesiones de Ultramar de Pascual Madoz con las siguientes palabras:

CARRASCAL DEL ASNO: l. agregado al ayunt. de San Pedro de Rozados (v.), en la prov., part. jud. y dióc. de Salamanca (5 leg.), aud. terr. y c. g. de Valladolid (25): sit. en una colina que atraviesa todo el térm. de E. á O. á cuyo N. se halla ora que corre con ella paralelamente, y ambas estan pobladas de encinas y robles: aunque en el dia no consta la pobl. mas que de 2 casas, se dice y lo demuestran las ruinas que se ven por los alrededores, que fué mayor en tiempos pasados, y que su decaimiento viene desde la guerra de sucesion: hay una igl. parr. de primer ascenso (Stmo. Cristo de la Piedad), servida por un párroco, sacristan secular y monacillo, y está agregada á ella como anejo Esteban Isidro (1/2 leg.), Pedro Llen, Arquijo y los desp. Cempron y Sanchillame. Confina el térm. N. con Bernoy; E. Calzadilla; S. Sanchillame, y O. Pedro Llen, distantes unos y otros 1/4 de leg. con corta diferencia: en él se eucuentra uná fuente con agua de escelente calidad, y al S. del pueblo se estiende una llanura como de 1/2 leg., de la que solo corresponde á este térm. 1/5. El terreno es en parte de mediana calidad y mucho de inferior: se compone de 8 á 900 huebras, 300 de labor que se cultivan á tres hojás, y las demas de pasto y monte. Los caminos son de pueblo á pueblo y el que desde Alba de Tormes conduce á Tamames y Ciudad-Rodrigo. prod.: la principal es el trigo y centeno; y con los pastos se cria ganado lanar fino y churro, vacuno, yeguas y cerdos; y tanto en este pueblo como en todo el campo de Salamanca, que se titula asi lo de la izq. del Tormes, los grandes ganaderos prefieren el vacuno y lanar fino. ind.: la agricultura y ganaderia. pobl.: 1 vec., 5 almas.
(Madoz, 1846, p. 610)

En 2022, tenía empadronados tres habitantes.